# Valenser Schiene
Die Valenser-Schiene ist ein orthopädisches Hilfsmittel bei Teil- oder Totalausfall der fußhebenden Muskeln im Unterschenkel mit Varus-Fehlstellung, insbesondere kommt sie bei spastischer Parese zum Einsatz.
Sie wird als Maßanfertigung beim Orthopädieschuhmacher oder -mechaniker in Stiefel oder an Schuhe angebracht und hat eine Feder und ein Gelenk. Durch die mediale Schienenführung mit unter dem Schuh fest montiertem Bügel wird der Fuß in der Schwungphase in korrekter Stellung geführt. Der im Gelenk untergebrachte Fußhebermechanismus verhindert weitgehend ein Stolpern über die Fußspitze. Die betroffenen Patienten laufen schneller und symmetrischer mit einem besseren Bodenkontakt und einer größeren Vorverlagerung während der Standbeinphase, wenn sie eine Valenser-Schiene tragen.